# Williamsport (Indiana)
La ville de Williamsport est le siège du comté de Warren, situé dans l'Indiana, aux États-Unis.